# Johan Vorstwijk
Johan Vorstwijk (20 december 1967) is een voetballer en voetbaltrainer uit Suriname.

## Carrière
Als voetballer won hij met SV Robinhood tweemaal de titel en tweemaal de President's Cup. Hij kwam ook uit in het Surinaamse voetbalelftal.
Vostwijk trad in 2012 aan bij SV Robinhood als trainer voor de jeugd tot 20 jaar. In 2014 werd hij daarnaast technisch assistent van Roberto Gödeken voor het Surinaamse voetbalelftal.

## Titels
| Nr. | Titel           | Club         | Seizoen |
| --- | --------------- | ------------ | ------- |
| 1   | Hoofdklasse     | SV Robinhood | 1993-94 |
| 2   | President's Cup | SV Robinhood | 1994    |
| 3   | Hoofdklasse     | SV Robinhood | 1994-95 |
| 4   | President's Cup | SV Robinhood | 1995    |